# Seriate
Seriate (lombardul: Seriat) település Olaszországban, Lombardia régióban, Bergamo megyében. Lakosainak száma 25 264 fő (2023. január 1.). Seriate Albano Sant’Alessandro, Orio al Serio, Bagnatica, Bergamo, Brusaporto, Calcinate, Cavernago, Grassobbio, Pedrengo és Gorle községekkel határos.

## Népesség
A település lakossága az elmúlt években az alábbi módon változott:
| Lakosok száma | 25 240 | 25 358 | 25 264 |
|               | 2017   | 2018   | 2023   |